# Micrathyria spuria
Micrathyria spuria – gatunek ważki z rodziny ważkowatych (Libellulidae). Występuje na terenie Ameryki Południowej.